# Resolució 1492 del Consell de Seguretat de les Nacions Unides
La Resolució 1492 del Consell de Seguretat de les Nacions Unides fou adoptada per unanimitat el 18 de juliol de 2003. Després de recordar totes les resolucions anteriors sobre la situació a Sierra Leone, el Consell va aprovar una reducció en quatre fases de la Missió de les Nacions Unides a Sierra Leone (UNAMSIL) culminant en una retirada total el desembre de 2004.
El Consell de Seguretat va reconèixer la fràgil situació de seguretat a la regió del riu Mano, en particular la Segona Guerra Civil liberiana a la veïna Libèria i la necessitat d'enfortir la capacitat de la Policia de Sierra Leone i les Forces Armades de la República de Sierra Leone. Va aprovar la decisió del secretari general Kofi Annan sobre la disposició de la UNAMSIL cap a la fi de 2004. El secretari general presentarà recomanacions addicionals a principis de 2004 sobre una presència residual de les Nacions Unides a Sierra Leone.
Els punts de referència clau de la reducció serien supervisats pel Consell, mentre que el Secretari General es va encarregar d'informar al final de cada una de les quatre fases sobre els progressos realitzats.